# Список персонажів «Gantz»
Це список персонажів манґи та аніме Gantz.
«Gantz» або «Ганц» (яп. ガンツ, Ганцу) — манґа, написана Хіроя Оку. Публікувалася з 19 грудня 2000 року по 20 червня 2013 року в японському журналі Young Jump. Усього було створено 37 томів із тиражем понад 20 мільйонів копій. У ній розповідається про історію підлітка Кея Куроно, який потрапляє під колеса поїзда, але не помирає, а стає учасником «гри», за правилами якої він й інші загиблі люди повинні вистежувати та вбивати прибульців. Кожна місія може закінчитися остаточною смертю мисливців, а їхнє місце займуть нові, які нещодавно померли.
Ґанц є однією із найпопулярніших манґ для дорослих (Сейнен) в Японії та за її межами. Тільки в США за останні роки було продано більш ніж 190 000 копій томів Gantz.
За мотивами манґи студією Gonzo і режисером Ітіро Ітано був знятий однойменний аніме-серіал, який складається із двох частин по 13 серій, але сюжет останніх п'яти серій відрізняється від оригінального. Окрім того, на основі історії у 2011 році вийшли два фільми-екранізації, а також було створено велику кількість спінофів, що значно розширюють всесвіт Gantz.

## Головні герої

### Куроно Кей

Кэй Куроно

Куроно Кей (玄野 計 Kurono Kei) — головний герой, учень старшої школи. Спочатку його зображують досить жорстоким й егоїстичним підлітком з комплексом неповноцінності. Куроно живе в однокімнатній квартирі окремо від батьків, з якими в нього натягнуті відносини. Будучи звичайним хлопцем, він захоплюється манґою та цікавиться дівчатами, зокрема моделлю Рейкою. У школі в нього немає справжніх друзів, а його приятелі з легкістю зрадять хлопця задля власної безпеки. Через одного з таких «друзів» Кей потрапляє в сутичку з місцевими хуліганами, але, використавши бронекостюм, він отримав статус найсильнішого у школі. Коли Кісімото залишилася без домівки, Кей прихистив її, бо відчував до дівчини симпатію та сексуальний потяг. Пізніше Куроно розгнівався на Кісімото через її безмірне вихваляння Масару, і дівчина втекла з його будинку. Кей, який не має друзів і був відкинутий родиною, прийшов до висновку, що лише під час місій відчуває себе живим. Виконуюючи місію «прибулець Танака» хлопець показує свої здібності, пробуджені жагою до життя. Куроно зміг проявити свої здібності, знищивши майже всіх прибульців навіть без костюму. З того моменту прокидаються його внутрішні сили, які роблять хлопця першокласним «ґанцером». Перед місією «Храм», Кей знайомиться з Сей Сакураокою, якій пропонує зайнятися сексом, на що дівчина погоджується. Пізніше вона неодноразово пропонує йому зустрічатися, на що Куроно погоджується. Незважаючи на всі зусилля Кея, він залишається єдиним, хто виживає в місії. На наступне завдання «прибулець Берікен» Ґанц посилає його одного. Куроно не виконав місію, за що всі його накопичені бали були зняті і хлопець повернувся до самого початку. Через суперечку з однокласниками Кей був вимушений запросити на побачення Тае Кодзіму — свою тиху однокласницю. Після того як Берікен, що вижив, нападає на школу Куроно, хлопець рятує дівчину, і вони закохуються один в одного. Ці стосунки змінюють егоїстичного хлопця і роблять його більш схожим на турботливого Като. Куроно також зупиняє Ізумі, який нещодавно перевівся до його класу, коли той, заради Ґанца, починає перестрілку в Сіндзюку і бере Тае в заручники. Під час п'ятої місії Кей організовує учасників і робить з них справжню команду, в якій стає лідером. Куроно розійшовся з Тае, після того як дівчина дізналася, що хлопець ходив на побачення з Рейкою, але коли Ґанц зробив метою Кодзіму, Кей встає на її захист. Після смерті дівчини від руки Ізумі Кей дізнається про можливість повернення до життя людей, що померли, але які знаходяться в пам'яті кулі. Хлопець вирішує повернути до життя Тае. В місії з демонами Куроно проявив надзвичайні здібності і разом з Ізумі вбив боса. Після того, як Рейка повертає до життя Тае, він виходить з гри і забуває про Ґанц. Куроно продовжує жити нормальним життям, але вампіри атакують його, та хлопець згадує про своє минуле ґанцера, але, перебуваючи без оснащення, був убитий Хікавою. Після місії в Осаці Като на зароблені бали оживляє Кея, але так як він був копією себе минулого, що покинув гру, хлопець не пам'ятає останній місяць свого спокійного життя. Останні дні перед катастрофою продовжує ходити до школи та зустрічатися з Тае, уявляючи їхнє щасливе майбутнє. Після дій в Італії Рейка створює ще одного Куроно, який, розуміючи, що він не має місця в цьому світі, пристає на її пропозицію та закохується в неї. На початку вторгнення перший Кей, який залишився з Тае, рятує свою школу від гігантів, при чому вбиває молодшого брата, воєнного героя прибульців, і стає ворогом № 1 інопланетної цивілізації. Куроно відводить школярів у безпечне місце, але через насильний рейд на ворожий корабель, він залишає групу тих, що вижили. За той час, коли Кея не було, Тае була викрадена гігантами, тому хлопець відправляється на її порятунок. На космічному кораблі він натикається на тих, хто вижив, та рятує їх. Для доставки людей на Землю, Кей бере в заручники гігантку на ім'я Фра. Кею з її допомогою вдається доставити людей, що вижили, на Землю, після чого він відпускає Фра, але та пропонує допомогу в пошуках Тае. Використовуючи технології прибульців, вони знаходять дівчину Куроно. В цей час, другий Кей на основі токійської команди та ґанцерів з усієї Японії створює загін для порятунку людей з корабля гігантів. Використовуючи схему корабля, яку їм надіслали американські ґанцери, команда Куроно за декілька вилазок визволяє багато людей з харчових фабрик прибульців. На черговому рейді вони натрапляють на пастку, де несуть втрати від різноманітних форм життя, що знаходяться під контролем гігантів. Прикриваючи відхід свого загону, Куроно зазнає невдачі, але, жертвуючи собою, йому на допомогу поспішає Рейка. Цей Куроно пізніше помирає у Кімнаті Істини, здійснюючи замах на життя представника інопланетної раси: представник спочатку повертає до життя дорогих хлопцю людей, а потім вбиває їх, пояснюючи це тим, що людське життя нічого не варте. Тим часом, інший Куроно, що знайшов Тае, був пересланий для участі в контратаці людства. Під час бою він зупиняє Нісі, який хотів знищити корабель гігантів та разом з Тае відправляється на Землю. після цього він був телепортований до залишків армії прибульців, де повинен рятувати людство в двобої з лідером гігантів. За допомогою інших ґанцерів, Куроно вбиває прибульця та разом з Като тікає з космічного корабля на UFO-Bike.

### Като Масару

Масару Като

Като Масару (加藤 勝 Katō Masaru) — друг дитинства Кея, яким захоплювався малим Куроно. Після смерті батьків разом із молодшим братом став жити у родичів, де його тітка постійно критикувала та морально принижувала хлопців. Като не був старанним учнем, тому потрапив до поганої школи, в якій навчаються майже одні хулігани, з якими в Масаро часто виникають суперечки. На відміну від багатьох ґанцерів, які отримують насолоду від місій, хлопець не бачить сенсу у вбивствах та намагається захищати всіх, навіть прибульців. Починаючи з місії «прибулець Танака», Като завжди намагається організувати команду та пояснити новачкам, що відбувається, де вони знаходяться та що їм робити. Масару майже благає людей одягати костюми та об'єднуватися заради виживання. Його бажання рятувати проявляється, коли хлопець єдиний із команди прийшов на допомогу до пораненого Нісі, але не зумівши врятувати школяра Като сильно засмутився. Бажаючи переїхати від опікунів, Масару для себе і Аюмі орендує кімнату, через що хлопчик дуже радіє. Під час місії в храмі, Като виступив лідером команди, але не зумів вберегти людей. На його очах помирає Кісімото, яка перед смертю зізнається у своїх почуттях, на що Масару відповів їй взаємністю. Бажаючи врятувати Куроно, Като виступив проти богині Канон. Хлопцю вдається вбити прибульця, але при цьому він сам помирає. Після місії «Демон» Судзука з вдячності до Кея повертає до життя Масару. Като починає жити зі своїм братом в однокімнатній квартирі. Після смерті Куроно від рук вампірів, вирішив повернути друга до життя, задля цього почав виконання місії «Осака». Як і раніше хлопець намагається захистити як можна більше людей. Знайомиться з Ямасакі Аюсу, в яку закохується і погоджується жити з нею після виконання місії, але дівчина, захищаючи його, помирає. Като придумує план для перемоги над Нураріхеном та завдає останнього удару прибульцю. На отримані бали повертає до життя Куроно, з яким вирішує почати все з початку. Під час вторгнення разом з командою відправляється на допомогу людям на космічний корабель гігантів, крім того з ними вирушила Ямасакі, яку оживив один із членів команди Осаки. Під час фінального бою телепортує свою дівчину до її дому, пообіцявши знайти її, а сам допомагає Куроно в бою з гігантом. Разом з Кеєм тікає з космічного корабля на UFO-Bike.

### Ґанц

Ґанц (кадр із фільму)

Ґанц (ガンツ Gantz) — велика чорна куля, яка знаходиться в кімнаті, до якої потрапляють ґанцери перед початком місії. Він повідомляє гравцям всю необхідну інформацію (ціль місії, кількість отриманих балів), видає зброю, телепортує ґанцерів та повертає до життя померлих. У середині кулі знаходиться чоловік, який є акумулятором кулі.
Кількість Ґанців невідома, але можна сказати, що вони розкинуті по всьому світу. Їх творцем був німецький мільйонер, чия дочка вловила код з космосу, проаналізувавши який вдалося створити Ґанца та все спорядження ґанцерів. Спочатку було вирішено використовувати Ґанца для створення гладіаторських боїв, де люди билися б з роботами, але згодом почалося винищення прибульців. У манзі був епізод, в якому була показана ціла фабрика по виготовленню Ґанців. Після вторгнення гігантів, токійський Ґанц вирішив допомогти своїй команді, але його можливості були обмежені тільки телепортацією та видачею зброї. Багатьом учасникам гри Ґанц дає сатиричні чи іронічні прізвиська, які придумує на основі фізичних особливостей або елементів одягу персонажа. Наприклад, він прозвав Кісімото «Великогруда» через великий розмір її грудей, а Хікаву «Хосуто Самурай» за те, що він бився катаною.

## Команда Токіо

### Нісі Дзеітіро
Нісі Дзеітіро (西 丈一郎 Nishi Joichiro) — школяр, який потрапив до гри задовго до головних героїв. Його мати закінчила життя самогубством, а з батько його не розуміє і сторониться. Він дуже жорстока людина, готова на все заради своєї мети . Хлопець був частиною команди Ізумі до її розформування, маючи на своєму рахунку 87 балів на початок оповіді. Нісі веде свій вебсайт, на якому описує місії, спорядження, яке видає Ганц, та надає поради для виживання в грі. Хлопець завжди носить костюм. Під час місій Нісі використовував новачків, як наживку, віддаючи їх на смерть від рук прибульців, яких потім сам вбивав. Ще до того як потрапив до гри відрізнявся серед однолітків, через що був у поганих відносинах з ними. В той же час Нісі мордував та вбивав кішок, що каже про його садистські нахили, які тільки посилилися після того як школяр потрапив до гри. Під час місії «прибулець Танака» хлопець помирає, але ніхто крім Като не захотів йому допомагати, через його поведінку та відношення до команди. Перед смертю Нісі просив пробачення в матері за те що не набрав 100 балів. Після місії «Демон» Казу повертає хлопця до життя, але як і раніше він залишився одинаком і нікому не допомагав. Після місії в Осаці, Нісі показує на дисплеї кулі таймер зворотного відліку, який за його словами відраховує час до кінця світу. Коли хлопець повернувся до школи, в нього знову відбулася сутичка з однокласниками, в результаті якої школярі викинули його з вікна. Будучи в костюмі Нісі виживає і жорстоко відплачує своїм кривдникам. Хлопець перебив майже весь клас і був підстрелений спецназом, але почалася нова місія і він був телепортований до кімнати. Після подій в Італії, незважаючи на прохання інших гравців повернути до життя Судзуку, вибрав кращу зброю. Під час вторгнення відмовився іти разом з командою на порятунок людей, але врятував Такеши, коли на кімнату з кулею напали прибульці. Нісі приєднується до контратаки людства, з наміром знизити цивілізацію гігантів, намагаючись довести свою перевагу над іншими. Хлопця зупинив Куроно, який вирішив, що насилля вже досить. Можливо помер.

### Пес
Пес (犬 Inu) — пес породи коллі, який з'являється в грі набагато раніше за головних героїв, але за весь час не зумів набати жодного балу. Його господаркою була стара діва, яка погано доглядала за собакою та в результаті вигнала пса на вулицю, де його збиває машина. Кожен раз повернувшись з місії, він засмучується через свій результат. Він дуже любить Кісімото. Помирає під час місії Храм.

### Кісімото Кей
Кісімото Кей (岸本 恵 Kishimoto Kei) — дівчина-самогубець, що з'явилася в історії перед початком першої місії. Після того як Като врятував її від зґвалтування, вона закохується в нього. На відміну від інших гравців, Кей не померла і в результаті вийшло дві Кісімото, одна — ганцер, інша звичайна дівчина, що продовжила вести нормальне життя. Не в змозі повернутися додому, вона залишилася без даху над головою, але згодом поселилася в оселі Куроно та розповіла йому про свої почуття до Масару. Під час другої місії дівчина показує наскільки кохає Като, захищаючи його від нападників. Кісімото змогла вбити двох прибульців та набрати 10 балів. Після того як Куроно розгнівався на неї за її похваляння Като, вона покидає його дім. Дівчина помирає під час місії «Храм», захищаючи Масару від кислоти. Перед смертю Кісімото зізнається Като в своїх почуттях.

### Немото Тетсу
Немото Тетсу (根本鉄男 Nemoto Tetsuo) — байкер. Одружений та має дитину немовля. Потрапляє до гри разом з трьома друзями, після того, як їх вбила ворожа банда, що заманила чоловіків у пастку. Перша місія, в якій він брав участь, — це «прибулець Танака». На цьому завдані Тетсу не отримує балів, а його побратими помирають. Коли байкер повернувся додому, він почав активно використовувати в своїх цілях зброю, яку отримав від кулі, за що Ганц його вбив.

### Ходжо Масанобу
Ходжо Масанобу (北条 政信 Hojo Masanobu) — молодий чоловік, модель. Потрапив до гри після автокатастрофи, в якій помер разом з Садако, дівчиною-сталкером, що переслідувала його. Першою його місією була «прибулець Танака», в якій він зумів набрати 10 балів. Хлопець ненавидів Садако, за те що вона його переслідувала, але під час місії «Храм» Ходжо вперше побачив лице дівчини та запропонував їй зустрічатися з ним, на що вона погодилася. Вони померли в обіймах одне одного на цьому ж завданні.

### Сакураока Сей
Сакураока Сей (桜丘 聖 Sakuraoka Sei) — молода жінка, що потрапила до гри, після автокатастрофи, під час її подорожі, після отримання посвідчення водія. Дівчина займалася кікбоксингом та була фізично розвиненою. Прототипом Сей була Лара Крофт. Єдиною місією в якій вона взяла участь була «Храм», перед початком якої в неї був половий контакт з Куроно. Під час місії Сей неодноразово пропонувала Кею почати зустрічатися, якщо вони переживуть ніч, на що він погоджувався. Після того, як Каннон поранила Куроно, Сей рятує його і встає на захист коханого. Сакураока показала високі бойові навички і змогла завдати серйозної рани богині, але була вбита лазерною атакою.

### Ізумі Сіон
Ізумі Сіон (和泉 紫音 Izumi Shion) — переведений в клас Куроно хлопець, який уже брав участь у грі та зумів вийти з неї. Дуже талановитий підліток, як в спорті так і в навчанні, крім того він дуже привабливий та високий (187 см.). Ізумі дуже популярний серед дівчат, але сам відноситься до них із прохолодою та невеликою зневагою. За допомогою сайту Нісі та своїм снам хлопець починає згадувати свою участь у грі та зустрівши Куроно починає його доймати цією темою. В результаті Ізумі іде на рішучі дії та, заради Ганца, вчинює стрілянину в Сінзюку. Після того, як Кей вбиває хлопця, захищаючи Тае, Сіон повертається до гри. Як ганцер Ізумі дуже вправний та досвідчений, і може конкурувати з Кеєм. Сіону повертається частина пам'яті і він починає виконувати завдання Ганца, але незважаючи на його зусилля, Куроно завжди набирає більше балів, що дуже злить хлопця, в якому зароджується заздрість. Ізумі дуже жорстокий та не зважає на жертви на своєму шляху. Коли цілю стала Тае, він закликає всіх до вбивства Куроно, який заважає виконати місію. Під час місії « Демон» заради перемоги об'єднується з Кеєм, що показує його професіоналізм, як ганцера. Коли Ізумі набирає 100 балів, вибирає більш потужну зброю. Під час сутички з вампірами, він розуміє слова Куроно о цінності людського життя. Захищаючи свою дівчину, до якої раніше відносився з долею зневаги, отримує серйозні поранення від Хікави. Перед смертю зізнається їй в кохані.

### Казе Дайземон
Казе Дайземон (風 大左衛門 Kaze Daizaemon) — вуличний боєць, родом з Хакати. Приїхав у Токіо, щоб знайти гідного собі супротивника. Має вражаючі фізичні показники, що дає йому змогу вбивати без зброї слабких прибульців. Куруно в броні ледве впорався з ним, коли Казе прийшов до його школи в пошуках сильних бійців. Як і багато новачків місії «прибулець Каппа», помирає під час стрілянини в Сіндзюку, намагаючись зупинити Ізумі. Під час завдань Казе не використовує зброю, а покладається виключно на свою силу та якості костюму. Коли він знаходить гідного супротивника, починає радіти і відчувати себе живим. Познайомившись з Такеши, маленьким хлопчиком, що потрапив до гри, починає захищати та піклуватися про нього, який і дав Казе прізвисько Мускул Райдер. Разом із командою, на чолі з Куроно, вирушає на допомогу захопленим людям на космічний корабель гігантів. Мері Маклейн, молода дівчина, що відгукнулася на заклик Кея, закохується в Казе, який дуже схожий на неї. Після закінчення рятівної місії Казе разом зі своєю новою дівчиною телепортується до Токіо, де його чекає Такеші.

### Сакурай Хірото
Сакурай Хірото (桜井 弘斗 Sakurai Hiroto) — школяр, що постійно ставав жертвою булінгу однокласників, що вимусило його прийняти самогубство як вихід з ситуації. Після невдалої спроби з ним через Інтернет чат зв'язався Кензо Саката, який відкрив в Сакураї здібності до телекінезу. Під час наступної спроби знущання над Хірото, хлопець вбиває свої кривдників. На тому ж чаті, Сакурай знайомиться з незнайомцем, який просить його жити та домовляється зустрітися в Сіндзюку. Виявилося, що Хірото листувався з дівчиною на ім'я Тонзоку, в яку пізніше закохується. Разом із Сакатою хлопець намагався зупинити Ізумі, під час стрілянини, але загинув і потрапляє до гри. Завдяки здібностям телекінетика, Сакурай може з легкістю зупинити серце або перерізати судини в мозку, що робить його дуже цінним ганцером. Хлопець починає зустрічатися з Тонзоку, яка дізнавшись про вбивства, які скоїв Хірото, всіма силами хоче допомогти йому. Під час місії «Демон» Сакурай помирає, але майже відразу був повернутий до життя Сакатою. Хірото був дуже засмучений смертю свого наставника, під час місії в Осаці, але враховуючи волю Кензо вирішив не поставив собі мету воскресити вчителя. На початку вторгнення гігантів його дівчина помирає, через що в Сакурає стається нервовий зрив. У Хірото починається зорові і звукові галюцинації, в яких з ним балакають Сакато і Тонзоку. В пориві гніву хлопець починає вбивати всіх гігантів на своєму шляху, для цього навіть пробирається на їх космічний корабель. Сакурай помирає під час контратаки людства.

### Сакато Кензо
Сакато Кензо (坂田 研三 Sakata Kenzō) — ще один телекінетик. Там само, як колись в ньому незнайомець відкрив здібності, Сакато розкриває їх в Сакураї. Помер разом з Хірото в Сінзюку та потрапляє в Ганц. Можливо раніше брав участь у грі. Під час місії «Тае Кодзіма», стає на захист дівчини, за що був серйозно постраждав під час стрілянини Ізумі. Коли набирає 100 балів, витрачає їх на повернення до життя Сакурая, який помер на попередньому завдані. Після медичного обстеження, дізнається, що помирає, через використання телекінезу, про що розповів Хірото. Під час місії в Осаці виразив бажання, щоб його не повертали до життя, тому що він буде лише копією справжнього себе. Помер захищаючи команду від Нураріхена.

### Рейка Сімохіра
Рейка Сімохіра (下平 玲花 Shimohira Reika) — молода актриса і поп-ідол. На плакатах і в журналах, які читав Кей з'являється ще на початку манґи, а в гру потрапляє після інциденту в Сіндзюку. Послухавшись Куроно, вона одягає костюм, що рятує життя Рейці під час її першої місії. Побачивши силу волі Кея, його здібності та турботу про людей, дівчина закохується в нього. Після місії Ганц глузливо назвав її «фанатка Куроно № 1». Рейка запрошує Куроно на побачення, на якому їх фотографують і їхнє фото потрапляє до журналу. Під час місії «прибулець Кільця» дівчина дізнається, що в Кея вже є дівчина, через що дуже засмучується, але вона все ж таки допомагає Тае, коли Ганц відкрив на неї полювання. Розуміючи, що Куроно її не кохає, та бажаючи йому щастя, Рейка повертає до життя Кодзіму. Коли Кей виходив з гри, Сімохіра зізнається йому в своїх почуттях. Після виходу Куроно, була вибрана лідером команди, але під час першої же місії показала свою некомпетентність. Після подій в Італії на зароблені бали створює ще одного Кея, який починає жити з нею та закохується в дівчину. Щоб нічого не заважало їй та Куроно, в останні дні перед апокаліпсисом, покидає свою роботу. Разом з Кеєм вирушає на допомогу людям, яких захопили гіганти. Коли Куроно залишається прикривати відхід команди, повертається до нього та помирає захищаючи коханого.

### Судзука Есікадзу
Судзука Есікадзу (鈴木 良一 Suzuki Yoshikazu) — старий вдівець, якого часто називають просто «Старик». Після перестрілки в Сіндзюку потрапив до гри, де повністю довірився Куроно, що і врятувало життя Судзуки. Натхнений Кеєм, який дуже схожий на його онука, Старик починає боротися з прибульцями на рівні з іншими ганцерами. З кожною місією Судзука стає все більш досвідченим і вправнішим гравцем. Коли цілю Ганца стала Тае Кодзіма, встає на бік Куроно, за що отримав від інших ганцерів серйозні поранення. Коли він набрав 100 балів як знак вдячності Кею повертає Като до життя. Зустрівши на вулиці Казе і Такеші, яким не було де жити, добрий Судзука пропонує їм своє житло, на що вони погоджуються. Під час місії в Італії помирає, але перед смертю пробуджує в Інабі жагу до боротьби.

### Інаба Коюкі
Інаба Коюкі (稲葉 光輝 Inaba Kōki) — молодий чоловік, дизайнер. Потрапив до гри перед місією «прибулець Каппа». Дуже боягузливий та заздрісний. Йому дуже подобається Рейка і він їй про це неодноразово натякав, але дівчина була закохала в Кея. Не визнавав Куроно, як лідера, через що не з'являвся на збори і тренування. Під час місії «Тае Кодзіма» стає на сторону Ізумі і атакує Кея. Свої перші 10 балів отримує як бонус за секс з одним із демонів. Перед місією в Італії, Інаба впадає у відчай, через наближення катастрофи та своєї нездатності захистити навіть себе, але Судзука, який завжди хвилювався за хлопця, підбадьорює його і просить його боротися за своє виживання. Натхнений словами старика, який помер в нього на очах, Коюкі відкриває в собі жагу до життя і починає вбивати прибульців, але все одно помер.

### Хой-хой
Хой-хой (開開 Hoi Hoi) — гігантська панда. Загинула від хвороби, після чого потрапила в Ганц, перед місією «Прибулець Каппа». Панді дуже сподобався Ізумі. Під час місії в Осаці набрав 40 балів. Хой-хой помер під час дій в Італії.

### Комото Такеши
Комото Такеши (タケシ コウモト Kōmoto Takeshi) — маленький хлопчик. Його батько помер, а мати жила з чоловіком, якій постійно знущався над хлопцем. Одного разу, за те що Такеши з'їв пудинг вітчима, останній забив його до смерті, а мати в той час сиділа і спокійно собі курила, після чого хлопчик потрапив до гри. Він придумав свого героя «Мускула Райдера», за якого прийняв Казе та сильно прив'язався до чоловіка. Дивлячись на свого рятівника вивчив декілька прийомів і навіть зумів застосувати їх під час місії в Осаці, за що заробив 26 бали. Під час вторгнення, разом із Нісі залишився в кімнаті, в той час як команда пішла рятувати людей від гігантів. Коли на нього з школярем напали, його врятував Дзеітіро. Зоставшись сам, Такеши чекав на Казе.

## Команда Осака

### Ямасакі Ансу
Ямасакі Ансу (山咲杏 Yamasaki Anzu) — молода жінка, у віці 23 років. Матір трирічного сина та манґака. Вона вперше з'являється під час місії в Осаці, де знайомиться з Като. Дівчина дуже дивувалася доброті та самопожертві хлопця. В результаті Ансу закохується в Масару. Вона пропонує жити разом Като та його брату з нею та її сином, на що хлопець погоджується. Захищаючи Масару, від атаки Нураріхена, помирає. Після подій в Італії, була повернута до життя хлопцем із її команди, що обіцяв оживити її Като. Разом з токійською командою пішла на допомогу людям, яких захопили гіганти, на космічний корабель прибульців. Під час фінальної битви Куроно з Івою Гундом, Като відправляє її до Осаки та обіцяє знайти її.

### Ока Хачіро
Ока Хачіро (岡八郎 Oka Hachirō) — досвідчений ганцер. Пройшов гру 7 разів і як бонус використовує лише найкращу зброю, яку тільки може надати Ганц, включно G-Mecha. В дитинстві грав у настільний теніс, крім того через Інтернет займався карате. На місіях завжди вичікує боса, незважаючи на втрати в команді і серед громадських. Коли супротивник виявляється надто сильним, вирішує відхилятися від бою. Був убитий Нураріхеном під час місії в Осаці.

## Вампіри

### Хікава
Хікава(氷川 Hikawa) — один із ватажків вампірів. Ганц назвав його Хостес Самурай, через його катану. Він гарний чоловік зі світлим волоссям до плечей. Є досвідченим воїном і відмінно володіє катаною. Може з легкістю вбити середньостатистичного ганцера. Під час полювань на «мисливців» вбиває Ізумі, з яким був знайомим до подій описаних в манзі, Кея, який на той час звільнився від Ганцу, та Акіру, що попередив брата, тоді ж схопившись за Судзуку потрапляє до кімнати з кулею. Потрапивши до гру, йому разом з Чіакі приходиться боротися з прибульцями, їхніми союзниками. Не брав участі у війні людей і гігантів, але вирішив припинити боротьбу з ганцерами.

### Чіакі
Чіакі — дівчина, що потрапила до пастки вампірів та була обернена Хікавою, в той час як її подруги стали «їжею». Перестала мати емоції, але можливо вона відчуває симпатію до свого рятівника. Схопившись за Рейку, під час сутички в якій загинув Кей Куроно, потрапляє до гри. Ганц глузливо назвав її Kill Bill, за її відмінне володіння катаною.

### Куроно Акіра
Куроно Акіра (玄野アキラ Kurono Akira) — молодший брат Кея. Талановитий підліток, який відміно вчився та і мав великі успіхи у спорті. На відміну від Кея, Акіру люблять у сім'ї і хлопець має все, що забажав. Він дуже привабливий та на відміну від брата має високий ріст, хоч і молодший на три роки. Акіра популярний серед жінок і зустрічається з дівчатами, які старші за нього. Акіра виявився сильним вампіром, за що його взяли в групу, що полює за панцерами. Дізнавшись, зо на його брата почали полювання, Куроно попереджує Кея про небезпеку, за що його вбиває Хікава.

## Інші персонажі

### Кодзіма Тае
Кодзіма Тае (小島 多恵 Kojima Tae) — однокласниця і дівчина Куроно. Завдяки Кею пережила атаку Берікена на школу і з того моменту закохалася в хлопця. Як і Куроно полюбляє аніме та манґи, яку сама малює. Тае дуже добра та позитивно впливає на Кея, який в ній знаходить сенс життя. Через фотографію Кея з Рейкою, вона дуже засмучується і розриває відносини з хлопцем. Коли засмучена Тае поїхала фотографувати фон для її манґи, дівчина випадково зробила фотографію одного із ганцерів, за що Ганц робить її цілю наступної місії. Тоді вона дізнається про гру в якій бере участь Кей, який став на її захист. Помирає від рук Ізумі, але була повернута Рейкою до життя. Дівчина втратила частину спогадів, зокрема як зустрічалася з Куроно, але вона починає згадувати минуле і її відносини з Кеєм відновлюються. На початку вторгнення потрапляє до полону та відправляється на один із харчових заводів, з якого дивом тікає. Опинившись на вулицях міста прибульців, Кодзіму знаходить дівчинка-гігант, яка відносить Тае до себе додому та приймає за домашнього улюбленця, але подруга Куроно знову драпає. Невдовзі її знаходить Куроно. Після контратаки людства разом з Кеєм відправляється на Землю.

### Кікучі Сеічі
Кікучі Сеічі (菊池誠一 Kikuchi Seiichi) — японський незалежний журналіст. Два роки розслідує дивні події, за яким стоїть Ганц. Знайшовши сайт Нісі, виходить на Куроно, який вже вийшов з гри та втратив спогади. Не отримавши ніякої інформації від хлопця, починає розслідувати міську легенду про людей в чорному. Прослідкувавши за одним з вампірів, потрапляє в пастку і щоб вижити розкриває інформацію про Ізумі, через що хлопець невдовзі помирає. В пошуках правди їде до Берліна, де знаходить фабрику з виробництва чорних куль та дізнається історію створення Ганца. Після контратаки людства, першим виходить у прямий ефір та розповідає всій Японії правду про вторгнення і гігантів.